# 阿尔茨河畔法伊希滕
阿尔茨河畔法伊希滕是德国巴伐利亚州的一个市镇。总面积17.91平方公里，总人口1187人，其中男性609人，女性578人（2011年12月31日），人口密度66人/平方公里。